# Rasines
Rasines è un comune spagnolo di 959 abitanti situato nella comunità autonoma della Cantabria, comarca di Asón.
Comune montano della parte orientale della Cantabria, sull'Autovia del Cantabrico, è delimitato ad occidente dal fiume Asón e attraversato dai torrenti Silencio e Ruhermosa che si uniscono e formano il Bernales. È composto da 14 frazioni compreso il capoluogo Rasines che dà il nome al comune e dista 80 km da Santander, capitale della regione autonoma.
L'andamento demografico del comune registrò un lieve aumento nei primi quaranta anni del secolo scorso raggiungendo i 1 715 abitanti negli anni '40 per iniziare poi un andamento in diminuzione che ha portato ai 1 030 abitanti nel 1990 e ai 959 del 2001. L'età media della popolazione è di 
49 anni che indica il prevalere delle persone anziane su quelle giovani.  La sua economia si basa sull'agricoltura, sull'allevamento del bestiame bovino da latte e sui servizi alla popolazione, ai turisti e agli amanti della speleologia attratti dalla rete di grotte e caverne che esistono nel territorio comunale e nei comuni vicini coi quali c'è collaborazione per lo sfruttamento turistico di questa emergenza naturale e culturale che interessa tutti i centri dell'Alto Asón. La ripartizione della popolazione attiva sulla base dell'impiego nei diversi settori dell'economia registra al 36,3% del totale gli occupati nei servizi, al 28,9% nell'agricoltura e nell'allevamento bovino, al 21,6% nell'industria e al 13,2% nell'edilizia.
Per quanto riguarda l'industria la maggior parte delle persone impegnate in questo settore trova impiego nei comuni vicini dotati di un maggior numero di imprese industriali.

## Storia
Dai numerosi giacimenti archeologici esistenti si evince che dal Paleolitico al Medio Evo fu continua la presenza umana nel territorio comunale. I Romani ne utilizzarono le risorse minerarie e costruirono strade fra la Meseta castigliana e i porti del litorale che passavano per queste terre. Le prime citazioni scritte che riguardano l'esistenza del paese di Racines risalgono al 973 e al 1073 e da esse risulta che assieme ad altri comuni della valle dell'Asón faceva parte dell''Alfoz de Vecio (che esistette fino al secolo XIX) e, assieme ai Consigli popolari di Gibaja, Ojebar e Ramales, della Junta de Paraya a capo della quale erano l'alcalde mayor, il procurador general e due
regidores generales. Come territorio realengo, cioè dipendente direttamente dal re ma con possibilità di autoamministrarsi, faceva parte della circoscrizione detta  Corregimiento de las cuatro Villas de la Costa de la Mar. Durante il cosiddetto Triennio liberale dal 1820 al 1823, precisamente nel 1822 la Junta de Paraya si sciolse dividendosi nei due comuni costituzionali di Ramales e Rasines. Da quel tempo la storia di Rasines non registra avvenimenti che la vedano protagonista; importanti per la sua economia furono negli ultimi anni del XIX secolo e nei primi del XX, la scoperta e l'esplorazione delle grotte e caverne che contribuirono ad aprire al turismo di massa e successivamente la costruzione di una moderna rete stradale associata allo sviluppo industriale dei paesi vicini che arricchì la popolazione di nuove possibilità di lavoro.

## Monumenti e luoghi d'interesse
Cueva del Valle, grotta con espressioni di arte rupestre, attorno alla quale è sorto il Parque del Paleolitico, Conjunto de Alto de Codos con un Menhir e un Dolmen. Del patrimonio di architettura religiosa si notano le chiese di San Sebastian a Ojebar del 1455 riformata nei secoli XVI-XVII, di San Martin
in Cereceda costruita nei secoli XV-XVI e restaurata nel 1884, di San Abdrés del XV secolo e riformata nei secoli XVII e XVIII in Rasines. Le ermitas (santuari o piccole chiese isolate) sono numerose e fra di esse meritevoli di essere ricordate sono quelle di san Esteban in Rasines del XIII secolo, di Los santos Martires Cosme y Damian in El Cerro del 1608-1610, di San Juan de la Cruz  del XVII secolo in Rasines, di Santa Isabel dei secoli XVII-XVIII in Rasines, di San Roque del 1796 in Villaparte e quella de la Piedad del XVIII secolo in Cereceda. Per quanto attiene all'architettura civile sono da citare la Casa de Calera Martinez del XVII secolo in Rasines, la Casa de Diego Helguero Alvarado del 1657 in Cereceda e il Puente de la Edilla del XV secolo.

## Feste
Il giorno 15 agosto si celebra in Villasomera la festa della Asuncion con anche una novillada (corrida di vitelli) senza però picadores (uomini a cavallo protetti da scudi come il loro animale che nelle corride di tori ne respingono gli attacchi colpendoli con le lance); il!6 agosto la festa di San Roque si svolge nella località di Villaparte, il 25 e 26 agosto c'è la festa di Santiago y Santa Ana in Ojebar, il 27 settembre in Rasines si celebra la festa dei Santos Martires con anche una fiera di cavalli.